# DTU RoboCup
 "Robocup" omdirigeres hertil. For andre betydninger af Robocup, se Robocup (flertydig).
DTU RoboCup er en robotkonkurrence der bliver holdt årligt af Danmarks Tekniske Universitet. Konkurrencen er for autonome robotter og opgaven er hvert år for deltagernes robotter at forsøge at gennemføre en forhindringsbane og køre igennem samtlige pointgivende porte.
Konkurrencens navn er et ordspil der bygger på tv-serien RoboCop med en robotpolitibetjent af samme navn og det engelske ord cup der betyder konkurrence. Ordet RoboCup bruges oftest i internationalt om robotkonkurrencer der involverer en form for boldspil, hvilket DTU RoboCup dog ikke handler om.

## Historie
Den første officielle DTU RoboCup holdtes i 1997 og har sidenhen været afholdt årligt. Robotkonkurrencen startede oprindeligt som et initiativ blandt studerende og er efterfølgende blevet officiel.

## Konkurrencen
RoboCup afholdes i DTU Bibliotek i bygning 101.

### Konkurrencens opbygning
DTU RoboCup består af en indledende kvalifikationsrunde som deltagere skal tilmelde sig inden en frist. To dage inden kvalifikationsrunden kan de deltagende hold møde op, og forhindringsbanen for årets konkurrence opstilles sådan at robotterne kan køre eksperimentelt på den indtil kvalifikationsrunden og efterfølgende indtil finalerunden. Deltagerne har mulighed for at læse vilkårene for årets konkurrence på DTU RoboCups hjemmeside inden tilmelding hvor en masse tekniske detaljer om banen står beskrevet.
Kort inden kvalifikationsrunden tændes det skarpe projektørlys som oplyser banen til samtlige kvalificerende og afgørende løb. Disse lys har for vane at forvirre de dårligere sansende robotter mens de gode robotter undgår at lade sig forvirre ved det skarpe lys ved enten at bruge kameraer eller frekvenserede lyssensorer. Andre robotter har skærme som tildækker deres lyssensorer. Ved kvalifikationsrunden udvælges de 15 bedste robotter som får lov at gå videre til finalerunden den efterfølgende dag.
Det er muligt at opholde sig i Oticon-salen under hele forløbet, og mange deltagere benytter sig af denne mulighed og arbejder flere nætter i træk på at perfektere deres robots præstation.
I finalerunden har der i de seneste år været mediedækning og kommentator på. I 2007 dækkede TV 2 NEWS forløbet og førhen har aviser og blade skrevet om begivenheden.

### Banen
Forhindringsbanen som robotterne skal forsøge at gennemføre består primært af en sort linje i gulvet der fører hen mod banens øvrige forhindringer. I 2007 blev banen udbygget til at indeholde flere forhindringer da Rosebot i 2006 gennemførte alle forhindringerne på banen.
Den eneste obligatoriske udfordring er guillotinen som er den første port der lukker efter 25 sekunder, hvilket betyder at robotterne skal kunne nå en gennemsnitshastighed på 0,25 meter i sekundet på den første del af distancen.
De øvrige forhindringer på banen er som følger:
- En hastighedstest hvor der gives mellem 0 og 3 points efter hvilken gennemsnitshastighed der opnås på det afsnit af banen. Tre points svarer cirka til 1 meter i sekundet.
- To porte med røde blinkende lysdioder hvor den ene ved tilfældigt udvalg blinker og den anden ikke gør. Porten der blinker giver minuspoints og den anden giver pluspoints. Man kan ignorere udfordringen ved at passere dem begge.
- En boks placeret væk fra den sorte linje der skal åbnes udefra og køres igennem for at opnå et point.
- To golfbolde (hvor de røde ringe er markeret i illustrationen af banen) der skal puttes i et hul på toppen af bakken.
- En bakke op og en bakke ned hvor man kan vælge at tage en glat hældning, trapper eller begge dele efter hinanden.
- En rampe hvor robotten ryger af stregen og skal genfinde den hvis den vælger at køre ned af den.
- Endnu en rød "minusport" hvor man, hvis man ønsker at undgå den, er nødt til at køre uden om eller igennem en forhindringsbane af kegler.
- Målet for enden af den sorte linje, der giver to points hvis man når den.

En banebeskrivelse med tekniske detaljer for hvilken type gaffatape der er brugt, hvilke længder banen og dens porte har, hvilken vinkel bakken har og mange andre ting kan findes på DTU RoboCups beskrivelse af banen.

### Præmier
Foruden de særlige priser tildeles hvert hold hvis robot har deltaget i finalen 100 kr. per gennemkørt port fra en pulje på 15.000 kr, dog ikke hvis den ellers vandt en 1., 2. eller 3. plads. Reglerne her ændrede sig fra i 2007 idet der kun tildeltes 100 kr. per hold per port hvor der i 2006 blev tildelt 100 kr. per person per port.

### Vindere af RoboCup
Hvert år etableres vinderne af RoboCup som de hold hvis robotter har klaret banen med flest points. I tilfælde af lige mange points vinder robotten som har gennemført banen på kortest tid. Foruden points kan hver robot vinde særlige priser som varierer fra år til år, men som er annonceret inden kvalifikationsrunden.
|      | 1. plads                      | 2. plads            | 3. plads            | Bedst placerede DTU-køretøj | Specialprisen for design/effekter | Bedste fighter/ dommernes valg |
| 2009 | Christine                     | Team Grasshopper    | Priapisme John      | Priapisme John              | TigerGutt                         | Il Tempo Gigante Jr.           |
| 2008 | Rosebot                       | Christine           | A.W.E.S.O.M.-O 9000 | Ferdinand                   | Christine                         | Team Grasshopper               |
| 2007 | Rosebot                       | Christine           | Wild Willy SE       | Christine                   | SickSack                          | Lille Knop                     |
| 2006 | Rosebot                       | Crazy Ivan          | Christine           | Christine                   | Round-A-Bot                       | Tigergutt                      |
| 2005 | Wild Willy                    | Demolition Crew     | Farnell inOne       | Farnell inOne               | Linedanseren                      | SWEEPR                         |
| 2004 | Wild Willy                    | Murphy              | Demolition Crew     | Wild Willy                  | Team Crushenator                  | The Spidies                    |
| 2003 | Klods Hans                    | fijitsu hiæse       | Crazy Ivan          | fijitsu hiæse               | Kitt                              | Wild Willy                     |
| 2002 | Aalbot                        | Sigma Contra Ventum | Troublemaker        | Sigma Contra Ventum         | Klods Hans                        | Den Sovende Planet             |
| 2001 | Crazy Ivan                    | Madam Skrald II     | Turtle              | Madam Skrald                | Botler                            | Aalbot                         |
| 2000 | Crazy Ivan                    | Timespender         | Speedipus Rex       | Crazy Ivan                  | Troublemaker                      | Ronald King 1.2                |
| 1999 | Team James                    | Team Eurobot        | Team Abigail        | Team Eurobot                | Robuk                             | Team HTX-Lyngby                |
| 1998 | Team "Skønhed Kommer Indefra" | Team Linus          | Team Victor         |                             | Team James                        | Team James                     |
| 1997 | Team HILUX                    | Team MINESWEEPER    | Team AMORFUS        |                             | Kaninen AMORFUS                   | Lynet MEGUMI                   |

NB: Prisen for den bedste DTU-robot blev oprettet i 1999. Specialprisen for design/effekter hed i perioden 1997-1999 prisen for den smukkeste robot og var i 1997 afgjort af publikum. Kriterierne for disse to priser har været varierende, men bliver generelt givet til de hold som udmærker sig særligt inden for robottens design og fx [...] et hold, der har vovet sig udenfor deres normale arbejdsområde.

## Eksterne kilder
- DTU RoboCups hjemmeside